# Conseil interprofessionnel des vins du Languedoc
Le Conseil interprofesionnel des vins du Languedoc (CIVL)  dont le nom modifié en 2018 est Conseil interprofessionnel des vins AOC du Languedoc et IGP Sud de France regroupe les producteurs, coopérateurs et négociants de vins revendiqués sous une AOC ou une IGP de la région Languedoc.
Il perçoit, en 2010, des contributions volontaires obligatoires auprès des professionnels du secteur à hauteur de 3 508 000 euros.

## Historique
Le Conseil Interprofessionnel des Vins du Languedoc est créé en 1994, afin de représenter l’ensemble de la filière des vins d’Appellation d’Origine Contrôlée (AOC) du Languedoc. Il regroupe alors 3 anciennes interprofessions : l’UNICLA regroupant les appellations Coteaux du Languedoc, Clairette du Languedoc, Faugères et Saint-Chinian ; le Conseil Interprofessionnel des Vins de Fitou Corbières Minervois et l’AICBL, et l’association interprofessionnelle des effervescents de Limoux.
En 2012, les représentants de l'organisation interprofessionnelle Airsud qui regroupait les vins de pays de département et de territoire de l'Aude, de l'Hérault et du Gard ont intégré le CIVL.

## Aires de productions concernées
Le CIVL  exerce sa compétence sur les aires de production des vins à appellation d'origine : “cabardès”, “clairette du Languedoc”, “corbières”, “corbières-boutenac”, “faugères”, “fitou”, “languedoc”, “limoux”, “crémant de Limoux”, “la-clape”, “malepère”, “minervois”, “minervois-la-livinière”, “muscat de Mireval”, “muscat de Frontignan”, “muscat de Lunel”, “muscat de Saint-Jean-de-Minervois”, “picpoul-de-pinet”, “saint-chinian”, “terrasses-du-larzac” et des vins à indication géographique protégée : “aude”, “cévennes”, “cité-de-carcassonne”, “coteaux-de-béziers”, “coteaux-d'ensérune”, “coteaux-de-narbonne”, “coteaux-de-peyriac”, “coteaux-du-pont-du-gard”, “côtes-de-thau”, “côtes-de-thongue”, “gard”, “haute-vallée-de-l'aude”, “haute-vallée-de-l'orb”, “pays-cathare”, “pays-d'hérault”, “saint-guilhem-le-désert”, “vallée-du-paradis”, “vallée-du-torgan” et “vicomté-d'aumelas”.

## Missions
L’interprofession est un organisme privé d’intérêt public mais reconnue par les pouvoirs publics et sous contrôle de l’État, elle agit dans le cadre de l’article 41 du Règlement Communautaire relatif aux organismes interprofessionnels. En conséquence elle veille au respect des accords interprofessionnels conclus en son sein. Elle contribue à la gestion des marchés par une meilleure adaptation des vins d’Appellations d’Origine du Languedoc et des IGP Sud de France, aux plans qualitatifs et quantitatifs.  Elle assure la connaissance de l’offre et de la demande, en centralisant les statistiques et les renseignements d’ordre économique et technique[réf. nécessaire].
Le CIVL est membre de Vin et société.